# Дорогобужкотломаш
«Дорогобужкотломаш» (ДКМ) — советское и российское предприятие, один из крупнейших в России производителей водогрейных котлов и котельного оборудования.

## История

### Советский период
Дорогобужский котельный завод был основан в 1962 году рядом с посёлком Верхнеднепровский Смоленской области. Вскоре завод начал выпуск котлов ТВГМ-30, на базе которых при участии специалистов Центрального котлотурбинного института им. И. И. Ползунова был разработан новый тип прямоточных теплофикационных водогрейных модернизированных котлов ПТВМ-30М.
В 1960—1980-е годы завод серийно производил котлы КВ-ГМ, ПТВМ и КВ-ТС мощностью от 10 до 180 МВт.
В 1981 году Указом Президиума Верховного Совета СССР завод был награждён орденом «Знак Почёта» за достигнутые успехи в производственной деятельности.

### Современный период
В начале 1990-х годов предприятие было акционировано и в 1992 году сменило название на АО «Дорогобужкотломаш».
В 2000—2010-х годах были разработаны новые модели котельного оборудования, освоен выпуск модульных котельных полной заводской готовности, паровых котлов.
Сегодня завод предлагает широкую номенклатуру водогрейных котлов от 0,05 до 209 МВт для работы на различных видах топлива. Товарный ассортимент также включает горелки, автоматику, модульные котельные и оригинальные запчасти котлов ПТВМ и КВ-ГМ.
На предприятии работает более 400 человек.
По статистике, каждый четвёртый житель России получает тепло, выработанное Дорогобужскими котлами.
В 2022 году сообщалось, что за 60 лет работы на заводе было произведено более 18 тыс. котлов.

## Награды
- Орден «Знак Почёта» (1981)
- Переходящее Красное знамя (1985)
- 100 лучших товаров России (2006, 2009, 2011, 2016)[9]
- Серебряная и бронзовая медали 37-го Международного Салона изобретений, новой техники и технологий в Женеве (2009)